# Vrijstaat Gotha
De vrijstaat Gotha was een republiek die op 14 november 1918 van het hertogdom Saksen-Coburg en Gotha werd afgescheiden en op 1 mei 1920 in de vrijstaat Thüringen opging.

## Geschiedenis
Wilhelm Bock (USPD) verklaarde in de Novemberrevolutie op 9 november 1918 hertog Karel Eduard voor afgezet en de Arbeiders- en Soldatenraad tot hoogste machtsorgaan van de Republiek Gotha. Daar de gemeenschappelijke landdag van Saksen-Coburg en Gotha de Arbeiders- en Soldatenraad niet erkende, trok de USPD-fractie zich daaruit nog diezelfde maand terug en bewerkstelligde zo de facto de opsplitsing van Saksen-Gotha en Saksen-Coburg. Karel Eduard deed op 13 november formeel troonsafstand.
Op 13 en 14 november werd een Raad van Volkscommissarissen samengesteld, bestaande uit de USPD-leden Wilhelm Bock, Cuno Blechschmidt, Otto Geithner en Emil Grabow. Op 25 maart 1919 kwam een constituerende landdag bijeen die de leden van de Raad van Volkscommissarissen in de regering bracht. Het door de gemeenschappelijke landdag van Coburg en Gotha aangenomen Staatsvertrag über die Verwaltung der gemeinschaftlichen Angelegenheiten der Freistaaten regelde op 12 april de uiteindelijke scheiding tussen de twee staten. In april 1919 presenteerde de Arbeiders- en Soldatenraad een grondwetsontwerp gebaseerd op het model van de radenrepubliek, in juli een nieuw ontwerp dat voorzag in een Arbeiders- en Boerenraad en een Nationale Vergadering.
De vrijstaat Gotha ging op 1 mei 1920 na een aanvankelijk conflict op in de nieuwe vrijstaat Thüringen, in tegenstelling tot Coburg, dat zich na een referendum aansloot bij Beieren.

## Politiek

### Voorzitter van de Raad van Volkscommissarissen
- 14 november 1918 - 25 maart 1919: Otto Geithner (USPD)

### Minister van Staat
- 25 maart 1919 - 1 mei 1920: Otto Geithner (USPD)